# Tapani Kahri
Seppo Tapani Kahri, född 8 maj 1938 i Björneborg, död 9 november 2019 i Esbo, var en finländsk jurist och arbetsgivarledare. 
Kahri blev juris kandidat 1964 och vicehäradshövding 1965. Han anställdes 1965 vid Arbetsgivarnas i Finland centralförbund (AFC) och var 1980–1987 verkställande direktör för Arbetsgivarnas allmänna grupp samt 1988–1992 för AFC samt vice verkställande direktör för Industrins och arbetsgivarnas centralförbund 1992–1998. Han spelade en central roll vid utformningen av företagsdemokratin i slutet av 1970-talet. Han utgav memoarerna Viheltääkö pilli? (2001).